# Política da Bolívia
A política da Bolívia ocorre em um quadro de uma república representativa democrática presidencial, onde o presidente é o chefe de Estado, chefe de governo e chefe de um pluriforme sistema multi-partidário. O poder executivo é exercido pelo governo. O poder legislativo é investido no governo e nas duas câmaras do parlamento. Tanto o poder judiciário quanto o poder eleitoral são independentes do executivo e do legislativo.

## Constituição Política
A Constituição Política da Bolívia é o 17º texto constitucional da história republicana do país. Entrou em vigência em 7 de fevereiro de 2009, data em que foi promulgada pelo então presidente Evo Morales, após a aprovação do texto em referendo que contou com 90,24% de participação. A consulta foi realizada em 25 de janeiro de 2009, e o texto foi aprovado por 61,43% dos votantes (2.064.417 votos). A desaprovação foi de 38,57% (1.296.175 votos). Os votos em branco somaram 1,7%, e os nulos,  2,61%.

## Divisão Política
Os nove departamentos da Bolívia receberam maior autonomia pela lei de Descentralização Administrativa de 1995, embora os principais dirigentes departamentais continuem a ser nomeados pelo governo central. As cidades e vilas bolivianas são governadas por presidentes de câmara e conselhos diretamente eleitos.

## Eleições
Foram realizadas eleições municipais em 5 de Dezembro de 2004, que elegeram os conselhos para mandatos de 5 anos. A Lei de Participação Popular de março de 1999, que distribui uma porção significativa das receitas internacionais pelas autarquias, para seu uso discricionário, permitiu que comunidades anteriormente negligenciadas obtivessem grandes melhoramentos nas suas infra-estruturas e serviços.
Em 2005, com a aprovação da Lei de exploração dos recursos naturais do país, o povo discordou e exigiu que a decisão fosse revista. Saiu às ruas, bloqueou estradas e aeroportos e pressionou até que o presidente Carlos Mesa renunciasse, fazendo com que o presidente do poder judiciário, Eduardo Rodríguez assumisse a presidência até as eleições antecipadas para uma Assembleia Constituinte.
Nas eleições presidenciais de dezembro de 2005, Evo Morales venceu seu principal opositor, Jorge Quiroga, ao obter 53,74%, tornando-se o primeiro indígena a chegar ao poder na Bolívia.

## Fronteiras
A Bolívia limita-se a norte e leste com o Brasil. A leste-sudeste com o Paraguai, a sul com a Argentina, a sul e oeste com o Chile e a oeste com o Peru. O perímetro total das fronteiras alcança 6834 km.

### Boliviamar
Durante uma visita diplomática ao Peru, o presidente Jaime Paz Zamora e seu homólogo peruano, Alberto Fujimori, chegaram a um acordo com esta nação para a cessão de um pequeno território de 5 km de costa e uma extensão territorial de 163,5 ha (1,635 km²) chamada Boliviamar por um período de 99 anos renováveis desde 1992, depois dos quais toda construção e o território passam novamente ao Peru.
No acordo, a Bolívia utilizaria uma zona franca do porto de Ilo para sua administração e funcionamento.
Boliviamar é uma praia que faz parte do projeto de desenvolvimento turístico firmado entre Peru e Bolívia em 24 de janeiro de 1992, e se encontra exatamente a 17 km da cidade de Ilo, na via costeira que une os departamentos de Tacna e Moquegua.
A Bolívia também utiliza los portos de Maratani e Mollendo, do Peru.

### Acesso aooceano Atlânticopelorio Paraná
A Bolívia possui instalações portuárias na "Zona Franca da Bolívia" em Rosário, desde 1964, porém em total estado de abandono. Dada a necessidade urbana, planeja-se sua transferência para a Villa Sonstitución, dentro da província de Santa Fé.

## Crise e instabilidade política
Algumas das mudanças políticas implementadas pelo governo Evo ampliaram as tensões entre o governo federal e os departamentos. A mudança mais polêmica e de maior repercussão talvez tenha sido a mudança na Lei Nº 3058, de 17 de maio de 2005, conhecida como Lei dos Hidrocarbonetos, que modificou a distribuição dos royalties do petróleo e do gás. A renda advinda da exploração destes recursos ficava com os departamentos e foi federalizada, o que gerou fortes embates entre o governo e as províncias mais ricas em ambos, como Santa Cruz.
As tensões foram intensificadas nos últimos anos e surgiram pressões por maior autonomia, notadamente da parte dos departamentos mais ricos (Santa Cruz, Tarija, Beni e Pando), que inicialmente defendiam a mudanças na distribuição dos impostos e a escolha dos seus próprios governantes - à maneira de uma federação, como o México ou o Brasil, ameaçando a conflagração de uma guerra civil entre as duas grandes regiões da Bolívia.
O separatismo na Bolívia, identificado com o projeto de criação da nação Camba e ligado a organizações locais de Santa Cruz, como a União Juvenil Cruzenha e o Comitê Cívico Pró-Santa Cruz, passou a buscar apoio externo internacional, encontrando respaldo em alguns governos de direita opositores a Evo Morales ou a seus aliados. A polarização política da crise boliviana tornou-se mais complexa à medida que passou a se pautar pela polarização ideológica do continente sul-americano, com o governo Evo Morales recebendo apoio direto de Hugo Chávez e os separatistas sendo apoiados indiretamente pela Colômbia e, mais discretamente, pelos Estados Unidos durante o período do governo George W. Bush.
Segundo o governo boliviano, os separatistas de Santa Cruz também teriam recebido apoio direto da diplomacia estadunidense durante o governo Bush. As autoridades do país chegaram a expulsar o embaixador dos Estados Unidos, Philip Goldberg, após este ter se reunido sucessivas vezes com os separatistas.
Mais recentemente, o diplomata Francisco Martinez (igualmente indicado no período Bush), também foi expulso do país depois das acusações de ter continuando a ter contato com os movimentos separatistas.
Após um suposto atentado contra o cardeal primaz da Bolívia, Julio Terrazaso, a polícia boliviana alegou ter destruído uma célula terrorista em Santa Cruz formada por mercenários estrangeiros - alguns deles alegadamente com experiência na guerra civil da Iugoslávia. O episódio do ataque terrorista ao gasoduto Brasil-Bolívia, em setembro de 2008, também acelerou o processo de isolamento político dos separatistas.
Após o fim do governo Bush e o fim do apoio indireto até então fornecido pela diplomacia estadunidense, o separatismo arrefeceu em fins de 2008 e início de 2009. Foi decisiva a mobilização internacional, manifestada em sucessivas declarações da UNASUL de apoio à manutenção da ordem, da institucionalidade, da soberania e da integridade territorial da Bolívia.